# Juan Moreno Fernández
Juan Moreno Fernández (Móstoles, 11 mei 1997) is een Spaans voetballer die bij voorkeur als vleugelspeler speelt. Hij stroomde in 2016 door vanuit de jeugd van Atlético Madrid.

## Clubcarrière
Fernández werd geboren in Móstoles, een gemeente in de regio Madrid. Op tienjarige leeftijd sloot hij zich aan in de jeugdopleiding van Atlético Madrid. In juli 2016 werd hij bij het tweede elftal gehaald. Op 30 november 2016 debuteerde de Spanjaard in het eerste elftal in de Copa del Rey tegen CD Guijuelo. Hij viel na 69 minuten in voor mede-debutant Caio Henrique. Atlético Madrid won de bekerwedstrijd met 0–6.
Op 28 juli 2018 verliet hij de club uit Madrid en tekende een contract voor het seizoen 2018-2019 bij FC Cartagena, een club uit de Segunda División B. Hij zou door coach Gustavo Munúa in de heenronde maar een keer opgenomen worden in het elftal, de derde competitiewedstrijd tegen Recreativo de Huelva. De speler vond dit te weinig en vroeg op 17 januari 2019 om ontbinding van zijn contract, wat aanvaard werd door de ploeg uit de havenstad. Op 27 januari werd bekend dat hij getekend had bij reeksgenoot CDA Navalcarnero. De ploeg stond op dat ogenblik op de achttiende plaats, wat een degradatieplaats was. Aan het einde van het seizoen was de situatie niet verbeterd, zodat degradatie volgde.
Tijdens seizoen 2019-2020 zou de speler ook naar de Tercera División verhuizen bij Real Betis B. Ook deze ploeg was net gedegradeerd. De ploeg werd onmiddellijk kampioen en kon langs de play-offs de promotie afdwingen.
Op 22 oktober 2020 tekende hij bij een andere ploeg uit de Tercera División, Arandina CF, maar kon geen basisplaats afdwingen en ontbond zijn contract op 6 november 2020. Daarna tekende hij voor CF Fuenlabrada B, een ploeg die nog een serie lager speelde zijnde "Preferente de Madrid".
Vanaf seizoen 2021-2022 komt hij terecht bij Cristo Atlético, een ploeg uit de Segunda División RFEF.
Tijdens het seizoen 2022-2023 zakte hij één niveau door bij CD Marchamalo te tekenen dat op het niveau van Tercera Federación speelde.
FC Ordino, een ploeg uit de Liga Andorra gaf tijdens het seizoen 2023-2024 onderdak aan Moreno.